# Amtsbezirk Zwettl
Der Amtsbezirk Zwettl war eine Verwaltungseinheit im Waldviertel in Niederösterreich.
Der Amtsbezirk war der Kreisbehörde in Krems an der Donau unterstellt und besorgte deren Amtsgeschäfte vor Ort. Die Zuständigkeit erstreckte sich neben Zwettl auf die damaligen Gemeinden Brand, Eschabruck, Friedersbach, Gerotten, Großglobnitz, Großgöttfritz, Gradnitz, Gschwendt, Jagenbach, Jahrings, Kühbach, Limbach, Mannshalm, Marbach am Walde, Niedernondorf, Obernondorf, Oberndorf, Perndorf, Unterrabenthan, Rieggers, Rosenau Dorf, Rosenau Schloss, Rudmanns, Sallingstadt, Schweiggers, Oberstrahlbach, Waldhausen, Großweißenbach und Stift Zwettl.
Der Amtsbezirk umfasste dabei 31 Gemeinden mit 17.055 Einwohnern (lt. Zählung von 1851).